# Valle de Trebbia

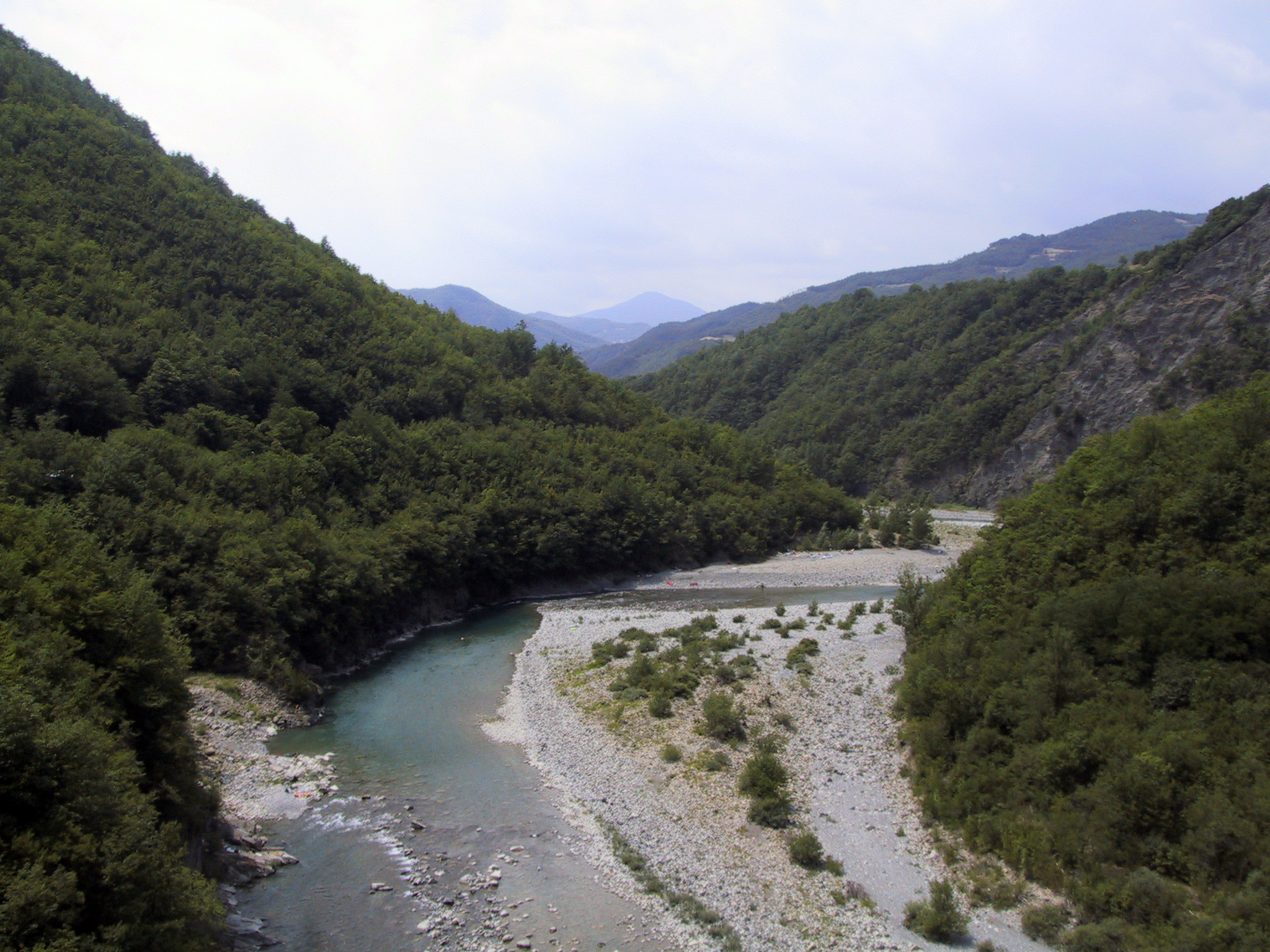
El valle de Trebbia pocos kilómetros al sur de Bobbio.

El valle de Trebbia es un valle italiano que se extiende por las regiones de Emilia-Romaña y de Liguria. Lo forma el río Trebbia, que nace a los pies del monte Prelà en la provincia de Génova y después, tras el municipio de Gorreto, entra en el territorio de la de Plasencia, con el municipio de Ottone y desemboca al final en el río Po después de 116 kilómetros.
Limita con el valle de Aveto y Nure al este, con el valle Scrivia, el Borbera, el Boreca, el Staffora, el Tidones y el Luretta al oeste. Abarca los municipios de: Torriglia, Fontanigorda y Gorreto en la provincia de Génova; y Ottone, Corte Brugnatella, Bobbio, Travo, Rivergaro, en la de Plasencia.
A lo largo del fondo del valle se desarrolla la carretera estatal 45 del valle de Trebbia. Su territorio está comprendido en la Comunità Montana Alta Val Trebbia, con sede en Montebruno, en la provincia de Génova y en la Comunità Montana Appennino Piacentino, con sede en Bobbio, en la de Plasencia.
Los duros estratos de caliza presentes en el fondo del valle, hacen que las aguas del Trebbia se vieran obligadas a abrirse paso excavando profundos y tortuosos pasajes; las curvas resultantes dejan al descubierto estratigrafías ricas de fenómenos fosilíferos. El fenómeno geológico lleva el nombre de ventana tectónica.
El lago del Brugneto es un lago artificial situado en el Parque natural regional del Antola en el Valle alto del Trebbia a alrededor de 777 m s. n. m. en los municipios de los Apeninos Ligures de Torriglia, Propata y Rondanina en la Provincia de Génova y es el lago más grande de Liguria. Se construyó sobre una cuenca artificial en los año 1959 por el AMGA de Génova a través del dique situado sobre el torrente homónimo, el Brugneto, afluente del Trebbia. Constituye la principal reserva hídrica de la ciudad de Génova.
El valle de Trebbia produce vinos en la provincia de Piacenza, en el territorio conocido como Colinas Picentinas (Colli Piacentini), zona con denominación de origen DOC: el Trebbianino Val Trebbia (que no debe confundirse con el Trebbiano romagnolo), vino blanco obtenido con un coupage de uvas ortrugo y malvasia de color pajizo, ligeramente aromático, que marida bien con fiambres, primeros platos y pescado; el Gutturnio, vino tinto con un coupage de barbera, bonarda y otras, cualidad que lo hacen perfumado y robusto, y adaptado a fiambres, primeros platos, arrosti y segundos en general; y otros vinos.